# Гусев, Сергей Сергеевич
Сергей Сергеевич Гусев (1854—1922) — русский прозаик, фельетонист, известный под псевдонимом Слово-Глаголь.

## Биография
Потомственный дворянин. Получил домашнее образование, затем в частном пансионе Бистром (1863—1865) и в Саратовской гимназии (1865—1872), но из 7-го класса гимназии был исключен за «газетную деятельность». Вольнослушатель юридического факультета Казанского университета (1872—1873).
Писать начал в «Искре» (1870), затем был деятельным сотрудником «Саратовского Листка», «Саратовского Дневника» (в 1889 году — его редактор), «Волги», «Развлечения», «Будильника» (провинциальные фельетоны «Ерша»), «Русской Жизни», «Новостей», «Одесских Новостей», «СПб. Ведомостей», «Донской Речи», «Юга», «Южной России», «Самарской Газеты» и др. Отдельным изданием напечатал «Саратовец» (путеводитель, 1881), «Наши общественные дела и безделье» (СПб., 1902), «Еврей» (рассказ, Одесса, 1904). На провинциальных сценах ставилась его пьеса «По свежим следам»; вместе с И. А. Саловым написал водевиль «Саратовский анекдот».